# Malbouzon
Malbouzon è un comune francese di 154 abitanti situato nel dipartimento della Lozère nella regione dell'Occitania.
Il territorio comunale ospita le sorgenti del fiume Rimeize.

## Società

### Evoluzione demografica
Abitanti censiti